# Maciej Woyna
Maciej Woyna herbu Trąby – podskarbi dworny litewski w 1605 roku, ciwun użwencki w 1592 roku, pisarz litewski w 1589 roku, sekretarz Jego Królewskiej Mości.